# Ladislav Maier
Ladislav Maier (4. ledna 1966, Boskovice, Československo) je bývalý český fotbalový brankář, který svoji profesionální kariéru ukončil v roce 2005 ve věku 39 let.
Začínal v Sokole Lažany (1972–1983), už v dorosteneckém věku se přesunul do blanenského TJ Spartak ČKD (1983–1988). Mezi muži si odbyl premiéru právě v dresu Spartaku ČKD Blansko na jaře 1985, kdy byl se zlomenou nohou mimo hru Eduard Došek (bývalý brankář Zbrojovky). Roku 1988 se dostal do A-týmu Drnovic, ve kterém setrval do roku 1989. Novou sezonu nastoupil již za Zbrojovku Brno, kde se však neprosadil a tutéž sezonu se vrátil do týmu Drnovic. V letech 1992–1998 hrál za tým FC Slovan Liberec. V Liberci se zúčastnil 148 zápasů. Roku 1998 přestoupil do rakouského týmu SK Rapid Wien. Zde odehrál 161 ligových zápasů, 13 pohárových zápasů a 21 zápasů Evropského poháru. Roku 2005 ukončil svoji aktivní kariéru. Maier byl dlouhou dobu i důležitou součásti české reprezentace, avšak nikdy se neprosadil na post jedničky. Ještě za svého působeni v Liberci jel na Euro 96, jako třetí brankář a získal zde stříbrnou medaili, poté se stal dlouholetou reprezentační dvojkou, když kryl záda Pavlu Srničkovi, v této pozici se zúčastnil i Mistrovství Evropy v roce 2000, kdy ale Češi nepostoupili ze základní skupiny.
Nyní působí jako vedoucí mužstva a trenér brankářů v českém klubu FKMB.